# Jagen (schip)

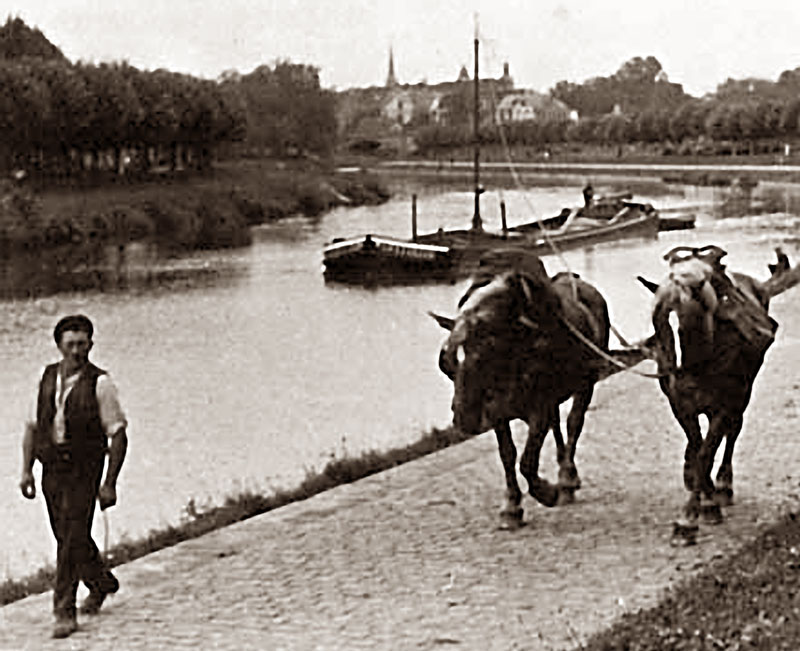
Het jagen met paarden

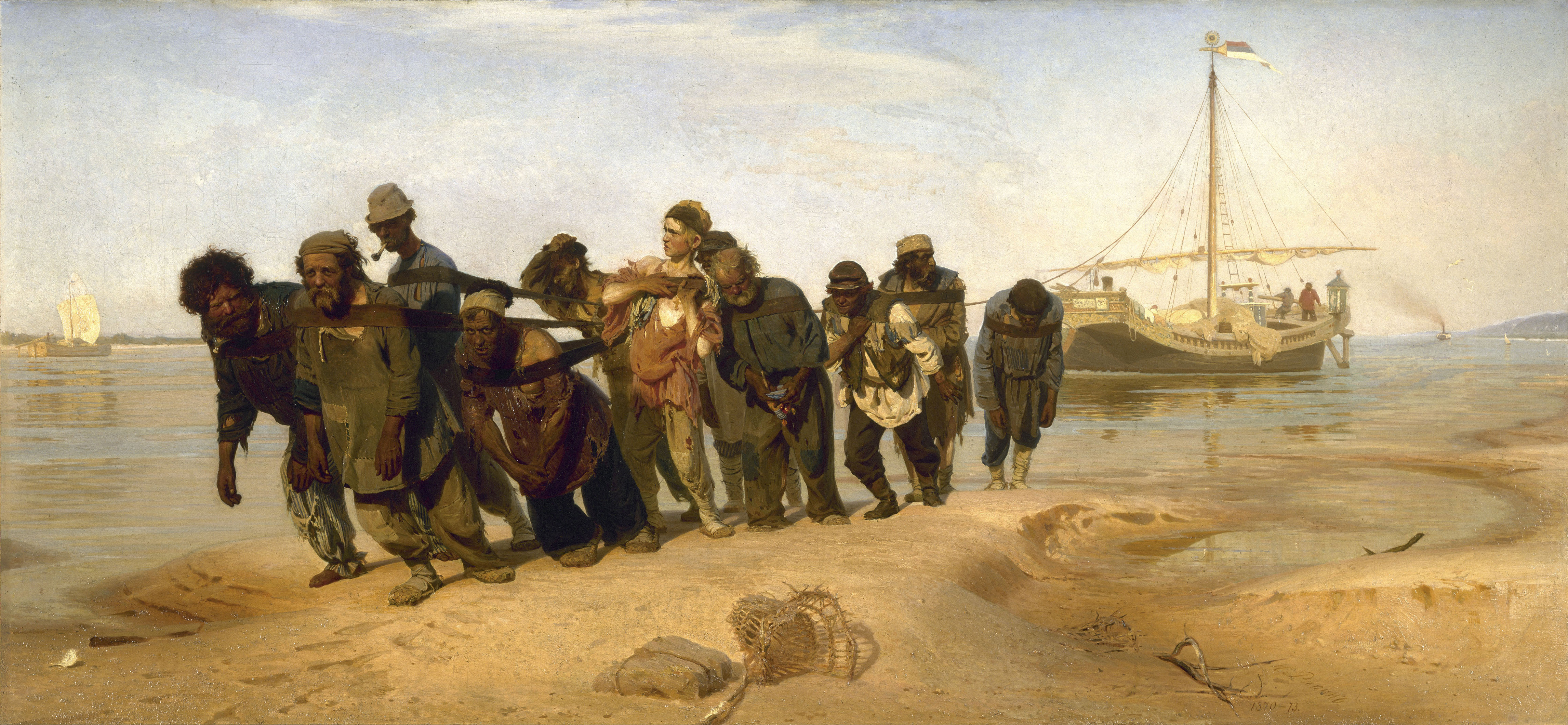
De Wolgaslepers (Ilja Repin, 1844-1930). In Rusland noemde men de bootslepers boerlakken.

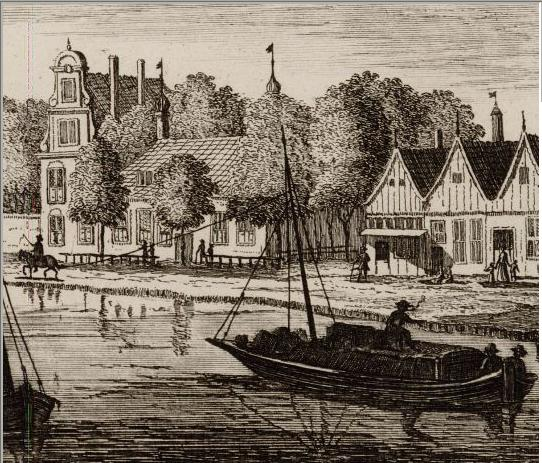
Een gejaagde schuit op de Nieuwer-Amstel, ca. 1700-1725 (Matthijs Pool)

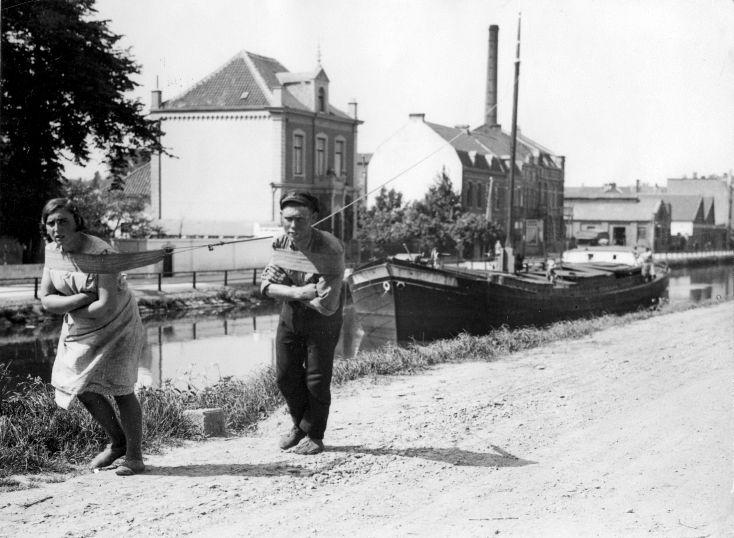
Trekken van een vrachtschip, 1931

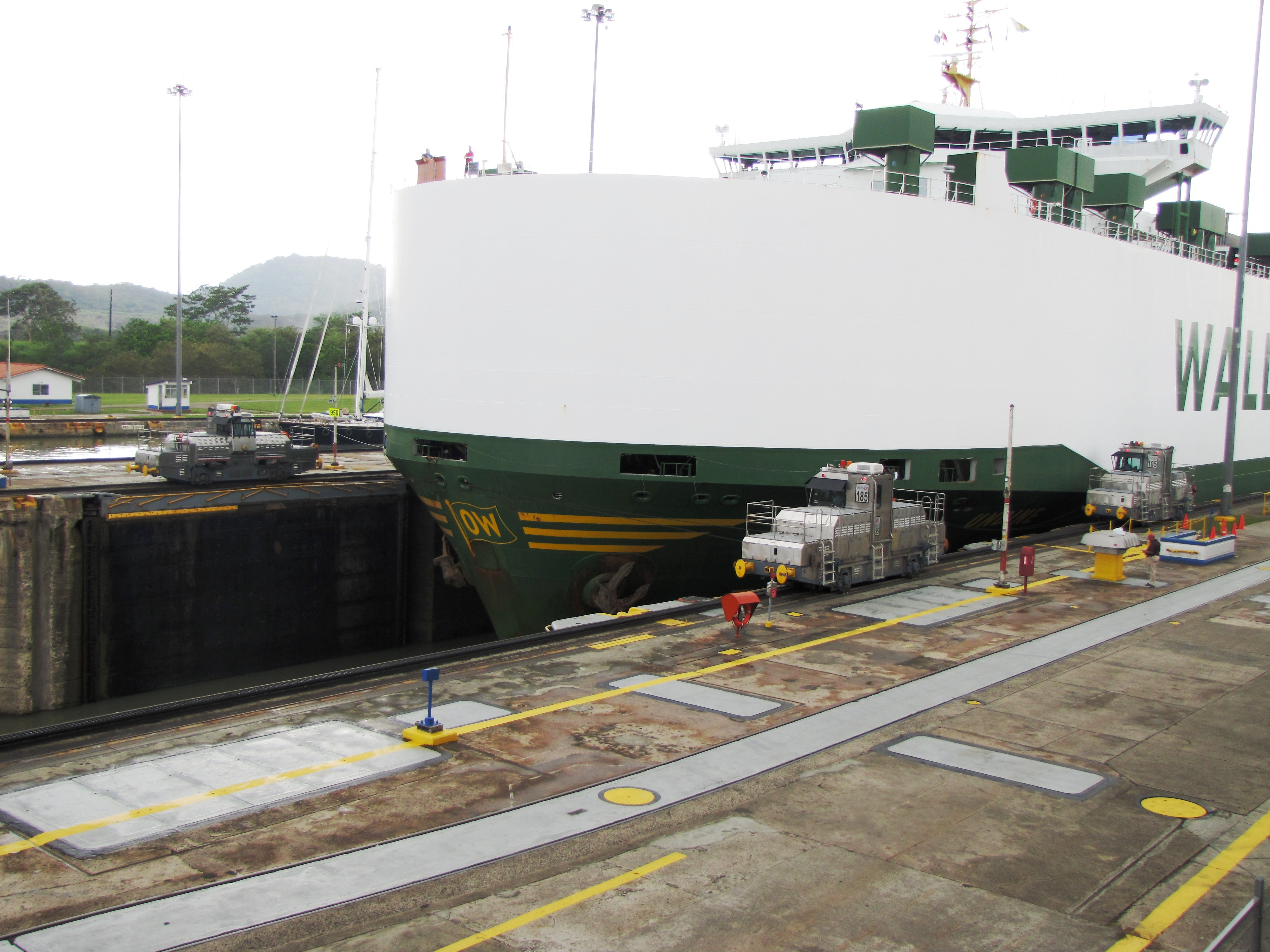
Een schip in de Mirafloressluizen van het Panamakanaal

Jagen is het voortbewegen van een schip door trekken aan een touw. Het is het meest bekend van de trekschuit, maar jagen is veel ouder. Het was gebruikelijk voor alle schepen bij ongunstige wind en gebeurt ook tegenwoordig nog (machinaal) in sluizen.

## Geschiedenis
Het jagen van schepen was al bij de Romeinen bekend. Verplichtingen aan Hollandse landeigenaren om stroken grond langs een rivier als jaagpad vrij te houden, werden reeds op gezag van Karel de Grote opgelegd.

### Spierkracht
Vaak werd voor het trekken een paard gebruikt. Als deze door een voerman werd geleid, werd de voerman in de Nederlanden de 'jager' genoemd. Soms werd het paard bereden door een jongen, 'jagertje' of 'snikjong' geheten. Daarnaast werd gejaagd door mensen, bijvoorbeeld de schipper, zijn knecht en/of zijn gezin.

### Trekschuit
Begin zeventiende eeuw namen handel en welvaart in de Nederlanden dermate toe dat er een stijgende behoefte aan passagiersvervoer bestond. Voor de beurtschepen bestond een dienstregeling voor wat betreft vertrektijden, maar de aankomsttijden waren weersafhankelijk en daardoor ongewis. Personenvervoer door middel van een gejaagd schip bestond in Vlaanderen iets eerder dan in de noordelijke Nederlanden, en tussen Venetië en Padua al in het begin van de zestiende eeuw. Maar in de noordelijke Nederlanden werd een bepaald type schip, de trekschuit, gekoppeld aan speciaal voor dit vervoer gegraven kanalen, met daarlangs een stelsel van jaagpaden. Gaandeweg werd dit vervoer een groot succes, dat pas in de negentiende eeuw serieus concurrentie kreeg -van de diligences- en later die eeuw door de spoorwegen werd verdrongen.

### Twintigste eeuw
Tot de eerste helft van de 20e eeuw werden de trekschuiten "houten waal", houten lichters (30 m x 4,50 m) zonder motor, gejaagd door het gezin van de schipper. Twee of drie mensen trokken aan het zeel om het schip vooruit te trekken. Als het schip eenmaal in beweging was gebracht, werd het trekken minder zwaar, afhankelijk van de wind. De schipper stond aan zijn grote scheproer aan de helmstok.

### Machinekracht
Gejaagd werd later met elektrische locomotieven, zoals in het Canale de Saint-Quentin in Frankrijk waar deze verscheidene schepen tegelijk voorttrokken. Bij de sluizen van het Panamakanaal worden nog steeds locomotieven ingezet voor het verplaatsen van zeeschepen.

## Obstakels
Om te voorkomen dat bij bochten het schip de wal werd ingetrokken, waren op deze plaatsen rolpalen aangebracht. Die moesten ervoor zorgen dat de jaaglijn de bocht volgde, zodat het schip bij het passeren van de bocht niet in de kant werd getrokken. Bij bruggen werd aan de binnenzijde van landhoofden een speciale loopconstructie aangebracht, zodat ook hier het jagen ononderbroken mogelijk was. Bruggen werden voorzien van aangepaste, gladde leuningen zodat de jaaglijn zonder problemen kon doorglijden.

## Trivia
- Een andere manier van met spierkracht voortbewegen van een binnenschip is 'wegen' of 'truilen'.
- Sinds 1993 worden in Onderdendam wedstrijden in het jagen (Groningers zeggen: scheepsjoag'n) gehouden.[5]